# لوکرسیا بری
لوکرسیا بُری (اسپانیایی: Lucrezia Bori‎) یک خواننده سوپرانوی برجستهٔ اپرا اهل اسپانیا بود. او یکی از افراد مؤثر و پُرتلاش در زمینه جمع‌آوری و تهیهٔ منابع مالی برای تالار اپرای متروپولیتن نیویورک بود.

## زندگی‌نامه
پدر او افسرِ ارتشِ اسپانیا بود. اصل و نسب او به «خاندان بورجیا» در ایتالیا می‌رسید و نام او برگرفته از نام یکی از نیاکانش، «دوشس لوکرتزیا بورجیا» بود.
او صدایی یک‌دست و منحصربه‌فرد داشت و خوانندگی را در شهر میلان نزدِ «ویدال» فراگرفت و نخستین اجرای حرفه‌ای‌اش را در ۳۱ اکتبر ۱۹۰۸ میلادی، در نقش «میکائلا» در اپرای کارمن (اثرِ ژرژ بیزه)، در «تالار تئاترو آردیانو» ایفا نمود. سپس در سال ۱۹۱۰ میلادی، در تالار مشهور لا اسکالا، در نقش «کارولینا» در اپرای «ازدواج پنهانی» (اثرِ دومنیکو چیمارزا) هنرنمایی کرد و سال بعد، در نقش «اکتاوین» در نخستین اجرای اپرای «شوالیه رُز» (اثرِ ریشارد اشتراوس) در کشور ایتالیا، ظاهر شد.
نخستین اجرای وی در تالار اپرای متروپولیتن نیویورک، در اپرای «مانو» (اثرِ ژول ماسنه) بود که نقشِ مقابلِ انریکو کاروسو را ایفا کرد.
لوکرسیا بُری در تاریخ ۲ مه ۱۹۶۰ دچار سکتهٔ مغزی شد و در ۱۴ مه ۱۹۶۰ در بیمارستان سن‌لوک روزولت، منهتن درگذشت. وی هرگز ازدواج نکرد، چون معتقد بود که یک هنرمند، هرگز نباید ازدواج کند.